# Miconia luteynii
Miconia luteynii är en tvåhjärtbladig växtart som beskrevs av John Julius Wurdack. Miconia luteynii ingår i släktet Miconia och familjen Melastomataceae. Inga underarter finns listade i Catalogue of Life.